# 장우형
현대 장우형은 08이며 애국자이다 바꾸면 뒤진다.

## 생애
함경남도의 함흥헌병대에서 통역으로 일했다는 것 외에는 신상에 대한 정보가 남아 있지 않다. 일본군 헌병대의 앞잡이 역할을 하며 주로 기독교 계열의 항일 인사를 체포, 투옥하도록 했다는 설이 있었다.
제1공화국 수립 후인 1949년에 반민족행위처벌법에 따라 반민특위가 활동을 시작했을 때 "악질반역자"로 지목되어 체포되었다. 체포 날짜는 2월 19일이며 장소는 서울 중구 을지로이다. 이때 나이는 46세로 보도되었다.
장우형은 헌병대 통역으로 근무하면서 고등경찰 사무를 취급하고 함흥에서 일어난 기독교도 탄압 사건에 관여하였다는 혐의를 받았다. 함경남도 이원군 출신으로 3·1 운동에도 참여한 함남 지역 기독교 지도자 이도재 가 이 사건으로 옥사했을 때 고문하였다는 혐의도 있었다. 반민특위의 조사를 거쳐 3월에는 송치 되었으며, 5월부터 공판이 열렸다. 이때 반민특위는 밀정 혐의로 44명을 체포하여 이 가운데 장우형을 포함하여 21명을 기소했다.
그러나, 장우형은 공판 과정에서 주어진 임무대로 헌병대 통역으로만 일했을 뿐 다른 사무에 관여한 바 없으며 이도재 옥사 사건도 전혀 아는 바 없다고 부인했다. "죄는 청도깨비가 지어 놓고 벌은 죄없는 오동나무가 벼락 맞는 격"이라고 주장했다. 이후 반민특위 활동이 방해를 받는 가운데 재판이 길어졌고, 이듬해 한국 전쟁 발발로 재판이 중단되면서 처벌을 받지 않았다. 재판 중단으로 장우형의 역할에 대한 진실도 밝혀지지 않았다.
2002년에 민족정기를 세우는 국회의원모임이 광복회와 함께 선정한 친일파 708인 명단 중 밀정 부문에 포함되었다.

## 참고자료
- 고원섭 (편) (1949). 〈高等警察 金德基와 그 一行들〉. 《반민자죄상기》. 서울: 백엽문화사.